# Roeslan Alechno
Roeslan Fjodorovitsj Alechno (Wit-Russisch: Руслан Фёдаравіч Аляхно; Russisch: Руслан Фёдорович Алехно) (Babroejsk, 14 oktober 1981) is een Wit-Russische zanger.  

## Biografie
Roeslan Alechno werd geboren in Babroejsk, in het huidige Wit-Rusland. Als kind nam hij bajanlessen en ging naar een muziekschool. Bij het afstuderen van de muziekschool kon Alechno zich een multi-instrumentalist noemen, hij bespeelde namelijk naast de bajan ook de gitaar, piano, drums en de tuba. 
Vanaf twintigjarige leeftijd begon hij deel te nemen aan verschillende talentenjachten. Tussen 2001 en 2003 won hij verschillende festivals en talentenjachten in zijn thuisland. Na 2004 begon hij ook buiten Wit-Rusland deel te nemen aan dit soort wedstrijden. Zijn grote doorbraak kwam na het winnen van Narodnyj Artist 2, de Russische versie van Pop Idol. Hierna volgde in 2005 zijn debuutalbum Rano ili pozdno. 
De jaren die daarop volgden werd het een beetje stil rondom Alechno, maar in 2008 liet hij weer van zich horen door deel te nemen aan Eurofest, de Wit-Russische voorselectie voor het Eurovisiesongfestival. Tijdens de halve finale van Eurofest wist Alechno de meeste stemmen van het publiek te behalen en plaatste zich zo voor de finale, die hij uiteindelijk won. Zodoende mocht hij met het liedje Hasta la vista Wit-Rusland vertegenwoordigen op het Eurovisiesongfestival 2008, in Belgrado. Dit verliep echter weinig succesvol: Wit-Rusland zou aanvankelijk rechtstreeks geplaatst zijn voor de finale, maar moest door een regelverandering toch eerst aantreden in de halve finale. Protesten hiertegen van de Wit-Russische omroep haalden niets uit. Vervolgens eindigde Alechno als zeventiende van de negentien landen in de halve finale, waardoor hij vroegtijdig naar huis kon. 
De jaren erop volgden onder andere een nieuw album en een duet met de bekende Russische zangeres Valeria. In 2015 won Alechno het programma Odin v odin!, de Russische versie van de Soundmixshow. In 2019 nam Alehno deel aan de Russische versie van The Voice, maar geen van de coaches draaide voor hem. Alechno gaf achteraf aan dat hij al driemaal eerder was uitgenodigd voor het programma. 
In 2019 kreeg Alechno uit handen van president Aleksandr Loekasjenko de Medaille van Francysk Skaryna, genoemd naar de Wit-Russische humanist en boekdrukker, voor zijn toevoeging aan de Wit-Russische cultuur.

## Discografie

### Albums
- 2005 - Rano ili pozdno
- 2008 - Hasta La vista
- 2013 - Nasledie
- 2015 - Isbrannoe

### Singles
- 2005 - Neobyknovennaja (met Aleksej Tsjoemakov en Aleksandr Panajotov)
- 2007 - Serdtse Zemli mojej
- 2008 - Hasta la vista
- 2009 - Mroja
- 2012 - Ne zabyt
- 2012 - My ostanemsja
- 2013 - Ljoebimaja
- 2014 - Serdtse iz stekla (met Valeria)